# Ancretteville-sur-Mer
Ancretteville-sur-Mer – miejscowość i gmina we Francji, w regionie Normandia, w departamencie Sekwana Nadmorska.
Według danych na rok 1990 gminę zamieszkiwały 183 osoby, a gęstość zaludnienia wynosiła 58 osób/km² (wśród 1421 gmin Górnej Normandii Ancretteville-sur-Mer plasuje się na 718. miejscu pod względem liczby ludności, natomiast pod względem powierzchni na miejscu 830.).